# Veternica (barlang)
A Veternica egy barlang Horvátországban, Zágráb szélén, a Medvednica Természetvédelmi Park délnyugati részén.

## Leírása
A barlang bejárata 320 m abszolút magasságban fekszik. Nevét a bejáratnál fellépő légáramról (kaj horvát: veter = szél) kapta. Teljes hossza 7128 m, de csak az első 380 méteres rész nyitott a látogatók számára. A barlang egy 2622 m hosszúságú főjáratból, valamint vízszintes folyosók, járatok és csarnokok bonyolult rendszeréből áll. A barlang hátsó részében patak folyik, amely a Ponikva fő forrásaként bukkan fel a föld alól. A barlangjáratokban összesen mintegy 15 átfolyó vízfolyást regisztráltak.
A barlang állandó hőmérséklete 10 °C. Denevérek (Chiroptera), egy vakbolharákfaj (Niphargus stygius likanus), futóbogarak (Anophtalmus kaufmanni weingärtneri), a Trocheta nemzetséghez tartozó piócák stb. lakják. A barlangban mintegy 70 állatfaj maradványait (barlangi medve, barlangi oroszlán és leopárd, barlang hiéna, orrszarvú, őstulok, óriás szarvas, vadmacska stb.) találták meg. Mellette ember készítette kovakőtárgyak (tűk, kaparók, tőrök) is előkerültek.
A neandervölgyi ősember legrégibb leletei a fejlett moustérien kultúrájához tartoznak, bár eredetileg 43 200 évesnek határozták meg őket, ma 50 000 és 100 000 év közöttinek gondolják őket. A Veternica geomorfológiai természeti emlékként 1979 óta védett.

## Fordítás
Ez a szócikk részben vagy egészben  a   Veternica című szerb Wikipédia-szócikk ezen változatának fordításán alapul.  Az eredeti cikk szerkesztőit annak laptörténete sorolja fel. Ez a jelzés csupán a megfogalmazás eredetét és a szerzői jogokat jelzi, nem szolgál a cikkben szereplő információk forrásmegjelöléseként.